# مزرعة جماعية

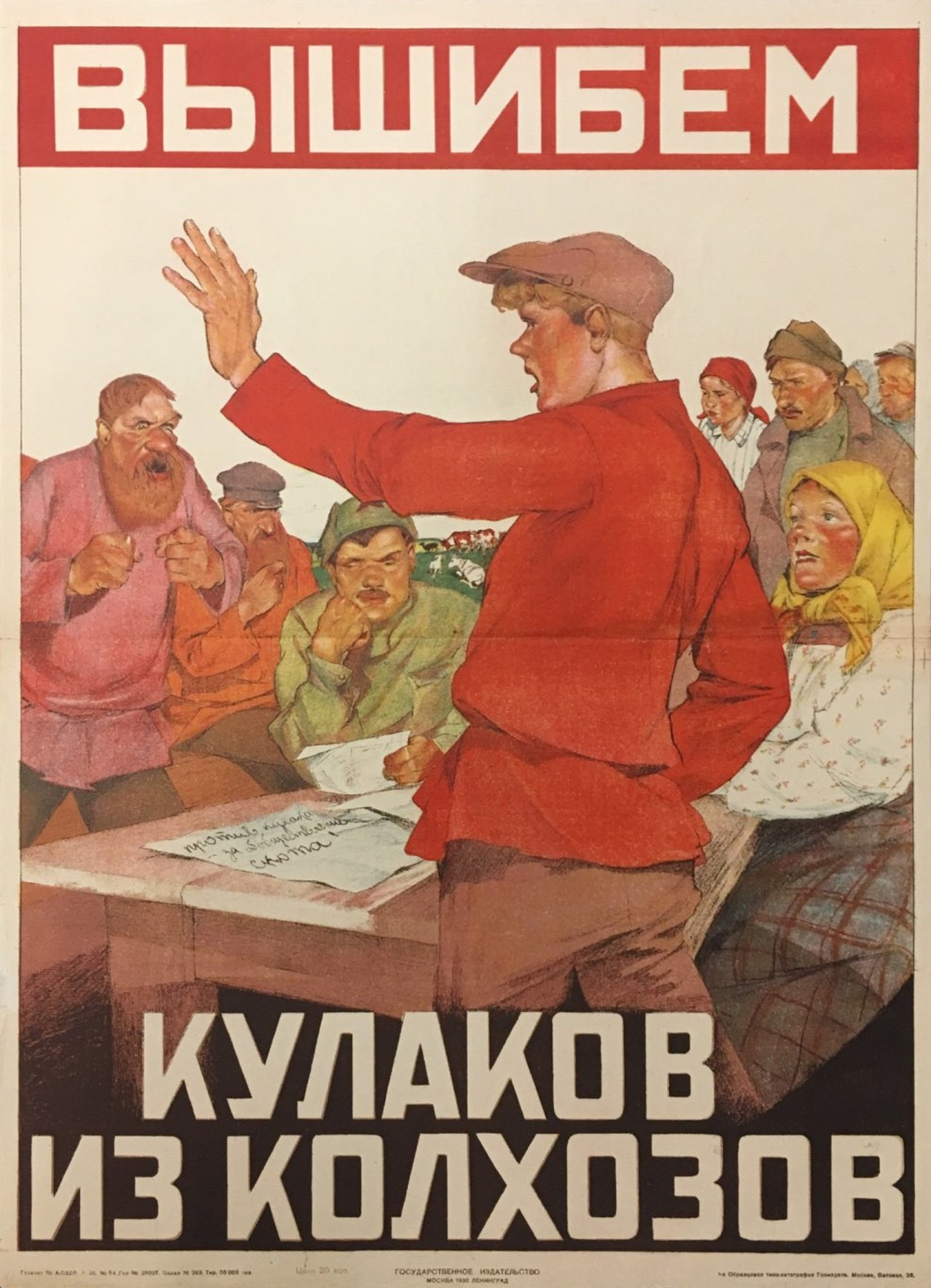

المزرعة الجماعية أو الكُلخوز (بالروسية: колхоз) وتُنقحر إلى كولخوز، هي شكل من أشكال المزارع الجماعية في الاتحاد السوفيتي السابق. وجدت جنبا إلى جنب مع مزارع الدولة أو سفخوز (الجمع سوفخوزي). وكان هذان النوعان العنصرين الرئيسيين في قطاع المزارع الاجتماعية الذي ظهر في نظام الزراعة السوفيتي بعد ثورة أكتوبر عام 1917، باعتباره نقيضا للهيكل الإقطاعي الذي تكون من الأقنان الفقراء وأصحاب الأراضي الأرستقراطيين والزراعة الفردية أو الأسرية.
اتسمت عشرينيات القرن العشرين بالظهور التلقائي للمزارع الجماعية، تحت تأثير عمال الدعاية الذين ارتحلوا في البلاد. في البداية كانت المزارع الجماعية نسخة محدثة من نظام «البلدية» الروسي التقليدي، و«جمعية الزراعة» العامة، وجمعية الزراعة المشتركة للأرض (توز)، قبل أن تصل إلى نظام كولخوز. تحول هذا التغير التدريجي نحو الزراعة الجماعية في السنوات الخمسة عشر الأولى بعد ثورة أكتوبر إلى «تدافع عنيف» خلال حملة التأميم القسري التي بدأت في عام 1928.

## التسمية
الكلمة هي اختصار من коллективное хозяйство (كولكتيفنوي خوزيايستفو)، وتعني الملكية الجماعية. من ناحية أخرى، كلمة سوفخوز هي اختصار من советское хозяйство (سوفيتسكوي خوزيايستفو)، وتعني ملكية الدولة.